# خانه حاج علی اکبر یزدی
خانه حاج علی اکبر یزدی مربوط به دوره پهلوی است و در کرمان، خیابان احمدی، کوچه والی آباد جنوبی واقع شده و این اثر در تاریخ ۱۲ بهمن ۱۳۸۱ با شمارهٔ ثبت ۷۲۸۷ به‌عنوان یکی از آثار ملی ایران به ثبت رسیده است.